# Anita Staroń
Anita Staroń – polska literaturoznawczyni, dr hab. nauk humanistycznych, dyrektor Instytutu Romanistyki Wydziału Filologicznego Uniwersytetu Łódzkiego.

## Życiorys
W 1991 ukończyła studia filologiczne na Uniwersytecie Łódzkim, 25 czerwca 2003 obroniła pracę doktorską Sztuka powieściopisarska Oktawiusza Mirbeau, 23 października 2015  habilitowała się na podstawie pracy zatytułowanej Na styku estetyk. Rachilde i jej powieściopisarstwo. 1880-1913. 
Została zatrudniona na stanowisku adiunkta w Katedrze Filologii Romańskiej na Wydziale Filologicznym Uniwersytetu Łódzkiego.
Pracuje na stanowisku profesora uczelni i dyrektora w Instytucie Romanistyki na Wydziale Filologicznego Uniwersytetu Łódzkiego.